# Гребенщиков, Александр Васильевич
Александр Васильевич Гребенщиков (1880, Казань — 1941, Ленинград) — русский и советский синолог. Специалист по тунгусо-маньчжурским языкам.

## Биография
Александр Гребенщиков родился 29 июля 1880 года в Казани семье ремесленника. Учился в гимназиях Казани и Владивостока. С детства интересовался Китаем. В 1902 году поступил в Восточный институт во Владивостоке (китайско-маньчжурский разряд). В 1907 году окончил институт и был оставлен при нём на два года для подготовки к профессорскому званию. На кафедре маньчжурской словесности он занимался изучением китайского и маньчжурского языков под руководством профессоров А. В. Рудакова и П. П. Шмидта. В 1908—1910 годах ездил в Пекин и Харбин, где занимался сбором материалов и научной работой. В 1911 году окончил факультет восточных языков Санкт-Петербургского университета с дипломом первой степени. Был назначен исполняющим обязанности профессора кафедры маньчжурской словесности Восточного института. В 1909 в журнале «Вестник Азии» опубликовал свою первую статью «По Амуру и Сунгари». В 1912 году написал монографию «Маньчжуры, их язык и письменность». В своих исследованиях опирался как на письменные источники, так и на археологические материалы. В сферу его научных интересов входили преимущественно тунгусо-маньчжурские и эвенкийские языки, а также экономическая география стран Дальнего Востока.
Жил и работал во Владивостоке. В 1920 году получил звание профессора. В 1924 году избран деканом восточного факультета Государственного дальневосточного университета. В 1926 году стал учредителем Общества востоковедения. После расформирования ГДУ в 1930 году, переехал в Ленинград, работал в Институте востоковедения. 5 февраля 1939 года получил степень доктора филологических наук. Скончался 15 октября 1941 года во время блокады Ленинграда. После его смерти жена Н. А. Гребенщикова передала его личные архивы Институту востоковедения.

## Публикации
- Гребенщиков А. В. Краткий очерк образцов маньчжурской литературы. Владивосток, 1909;
- Гребенщиков А. В. Маньчжуры, их язык и письменность. Владивосток, 1912;
- Гребенщиков А. В. К истории китайской валюты (Нумизматические памятники Южно-Уссурийского края). «Вестник Азии», книга 50. Харбин, 1922;
- Гребенщиков А. В. Аграрный вопрос в Китае. «Новый Восток» — 1926., № 12;
- Гребенщиков А. В. Устав шаманской службы маньчжуров / Предисловие и публикация Т. А. Пан // Труды востоковедов в годы блокады Ленинграда (1941—1944). М.: Восточная литература, 2011. С. 117—133.